# Takuma Arano
Takuma Arano (荒野 拓馬 Arano Takuma?), född 20 april 1993 i Hokkaido prefektur, är en japansk fotbollsspelare.
Arano började sin karriär 2010 i Consadole Sapporo (Hokkaido Consadole Sapporo). Han spelade 194 ligamatcher för klubben.